# 電視廣播（美國）
電視廣播（美國）有限公司（TVB (USA) Inc.）是電視廣播（國際）有限公司在美國的子公司，於1984年成立。目前公司透過有線電視、衛星平台及電話公司電視平台等方法為美國客戶提供大量TVB節目以及影音服務，總部位於美國南加州洛杉磯縣諾瓦克市。

## 歷史
公司在1980年代主要為南加州聖蓋博谷區的居民提供服務，1991年，公司將翡翠台有線電視服務擴展至北加州的三藩市。1994年，翡翠衛星投入服務，2000年10月，翡翠衛星系統升級為數碼轉播的多頻道系統，可在同一時間轉播7個中文頻道。2006年10月，無綫劇集台TVBV在衛星平台開播，是美國第一個24時越文發音的劇集台。到2007年8月，國語台TVBS及TVB8登上衛星平台，為紐約市的高樓住戶提供服務。2009年3月底，新增紐約區有線電視服務，同年全美兩大電話公司的電視平台亦提供TVB頻道。2012年起，美國TVB全美衛星服務改由衛星平臺DISH播放。在2020年4月，公司因應新型肺炎疫情，將encoreTVB煲劇娛樂應用程式變為無限量免費觀看。

## 提供頻道和服務
目前在有線電視服務供應商Comcast提供播放，到2019年8月起服務拓展至全美，服務地區包括西雅圖、休士頓、波特蘭、丹佛、芝加哥、佛羅里達、亞特蘭大、費城、波士頓和華盛頓等地。
- 翡翠1台
- TVB Drama
- 翡翠娛樂台
- 無線新聞台
- TVB Vietnam（TVB在美国推出的越南语剧集频道仅在有线电视和IPTV播出）
- TVBAnywhere+ North America

## 已停播頻道
- TVB普通話（在2018年9月1日前為2011年啟播的TVB8 (美國)，頻道在2020年5月停播。[5]）
- TVB HD（為東岸而設的高清格式綜合娛樂頻道，頻道在2020年5月停播。[5]）
- 翡翠2台（TVB1的西岸時區版，頻道在2020年5月停播。[5]）

## 外部連結
- 電視廣播(美國)有限公司官方網站 （页面存档备份，存于）